# Иремель (колесо обозрения)
Иремель (баш. Ирәмәл) — колесо обозрения в городе Уфе, расположено в Кировском округе на пересечении улиц Бакалинской и Менделеева. Открыто в 2015 году. При высоте 60 метров является самым высоким в городе. Для сравнения, колесо «Седьмое небо», открытое в 2014 году в парке им. Мажита Гафури, имеет высоту 48 метров. Также является шестым по высоте в России после колеса в Лазаревском парке в Сочи (83 м), колеса на набережной Миасса в Челябинске (73 м), колеса имени 850-летия Москвы (73 м), колеса «Ривьера» в Казани (65 м) и колеса «Одно небо» в Ростове-На-Дону (65 м).

## История
«Иремель» является одним из уфимских новостроёв 2015 года наряду с многочисленными гостиницами, реконструированным стадионом «Нефтяник», фонтаном «Семь девушек» и другими объектами. Возведено за рекордные четыре месяца: строительство началось в ноябре 2014 года, а открытие состоялось уже 21 февраля 2015 года, хотя изначально планировалось на май месяц. Расположено на территории бывшей стоянки между торгово-развлекательным комплексом «Иремель» и одноимённой гостиницей. У подножия разместился детский мини-парк развлечений.

## Характеристики
Верхняя отметка расположена на высоте 60 метров, обзор доступен с 58 метров. Время одного оборота — до 15 минут. Масса конструкции составляет 170 тонн. Количество кабинок насчитывает 24, каждая из которых вмещает до 6 человек. Все они оборудованы системами обогрева и кондиционирования, освещением и мягкими креслами. На колесе одновременно могут находиться до 144 человек. Пропускная способность — 800 человек в час. Работает круглогодично. Цена билетов на 2016 год составляла 150 рублей за взрослый и 100 рублей за детский. Аттракцион работает летом с 10:00 до 23:45, зимой с 12:00-23:45.

## Критика и отзывы
Вначале критиковалось уфимцами за не самый лучший обзор и за не совсем удачное местоположение, поскольку аттракцион находится практически в спальном районе. Однако позже жители убедились в лучшем виде на город, так как видны самые значимые достопримечательности города, а именно Монумент Дружбы, Памятник Салавату Юлаеву, Дом Республики и многие другие.